# Kovács Tímea
Kovács Tímea (Mezőtúr, 1980. június 19. –) magyar énekesnő.
A TV2 Megasztár 2 című műsorának döntőseként lett országosan ismert. 2005-ben három aranylemezen szerepelt dalaival. Társaival és szólóban több mint 100 000 néző előtt énekelt az országos turnén. 2005 decemberében a Parlamenti Gyermekkarácsony egyik sztárvendége volt, közreműködését a Házelnök asszony köszönte meg. Saját albumán, melyet kedvenc énekese, Alessandro Safina hatására „modern klasszikus” stílusban készít, 2006 januárjában kezdett dolgozni.
Alkalmanként modell- és reklámszerepekben is feltűnik. 2005-ben az Oroszországban vetített Pepsi Cappuccino reklámkampány egyik főszereplője volt, de láthattuk modellként a magyar FHM magazin címlapján és egy Escada ruha, valamint egy Caprice gyémánt bemutatón is.
Mezőtúron ének-zene tagozatos általános iskolába járt, majd Békéscsabán és Vácott volt zenei szakközépiskolás. Érettségi után magántanároknál folytatta zenei tanulmányait. 1988 és 1994 között számos alkalommal vett részt énekversenyeken, rendszerint dobogós helyezéssel. 2000 és 2003 között az Albatros nevű óceánjáró luxushajó zenekarának énekesnőjeként heti 2 klasszikus és 6 popzenei koncerten énekelt élőben, bejárva a Földet Japántól Afrikán át Mexikóig. A Megasztár műsor során súlyos betegen, hangszálcsomóval lépett fel, melynek hónapokig tartó gyógyszeres kezelés és kis híján műtét lett az ára. Gyógyulását 2005 végén egy új, klasszikus áriákból álló műsorral ünnepelte.
2006 májusában elsőként énekelt Romano Musumarra olasz zeneszerző új stúdiójában. A maestro Tímea kedvence, 25 millió példányban fogytak el lemezei Luciano Pavarotti, Celine Dion, a Monacói hercegnő, Ray Charles, Alain Delon és Alessandro Saffina előadásában.

## Diszkográfia
- Pokoli tűz (Reverb Productions, 2006)

Duett kislemez Botos Tamással
- Megasztárok Karácsonya (EMI Music Hungary, 2005)

Válogatáslemez, rajta Tímea előadásában: Ezüst szánkó
- Best Of Megasztár (Universal Music Hungary, 2005)

Válogatáslemez, rajta Tímea előadásában: Zenevonat, Summer Sunshine
- Ki lesz 2005 hangja? (Universal Music Hungary, 2004)

Válogatáslemez, rajta Tímea előadásában: Csillagdal, Black Velvet

## Versenyek
- 2004/2005 – Megasztár 2 – Országos Tehetségkutató verseny, a 12 döntős egyike
- 1994 III. Alba Regia Nemzetközi Gyermekkórus fesztivál, Székesfehérvár
- 1988 – 1994 Kodály Kórusok Nemzetközi Találkozója
- 1988 – 1990 Túri Országos Kicsinyek Kórusa fesztivál
- 1992 II. Alba Regia Nemzetközi Gyermekkórus fesztivál, Székesfehérvár
- 1988 – 1994 Népdaléneklő Versenyek:
- • Jász-Nagykun-Szolnok Megyei Népdaléneklő Verseny I.-II. helyezett
- • Mezőtúr Városi Népdaléneklő Verseny I.-II.-III. helyezett, különdíj